# Lilian Schiffer
Lilian Theresa Schiffer (* 1988 in München) ist eine deutsche Schauspielerin.

## Leben
Lilian Schiffer ist die Tochter von Michaela May und Jack Schiffer und Schwester von Alexandra Schiffer. Sie studierte Management und Public Relations sowie Schauspielerei. 2019 heiratete sie in Dießen am Ammersee William McGehee.

## Filmografie (Auswahl)
- 1996: Der Bulle von Tölz: Tod am Altar (Fernsehserie, 1 Folge)
- 1996: Männer sind was Wunderbares (Fernsehserie, 2 Folgen)
- 1996: Hallo, Onkel Doc! (Fernsehserie, 1 Folge)
- 1998: Sylvia – Eine Klasse für sich (Fernsehserie)
- 1998: Die Ehrabschneider (Fernsehfilm)
- 2001: Hochzeit zu viert (Fernsehfilm)
- 2003: Rosenstraße
- 2003: Mit Herz und Handschellen (Fernsehserie, 1 Folge)
- 2005: Die Rosenheim-Cops (Fernsehserie, 1 Folge)
- 2005: Der Bergdoktor (Fernsehserie, 1 Folge)
- 2013: Interchange (Kurzfilm)